# 莫霍尔 (北达科他州)
莫霍尔（英語：Mohall），是美国北达科他州下属的一座城市。根据2010年美国人口普查，该市有人口783人。2011年估计该市有人口789人，相对于2010年，增长率为0.77%。